# Plectrocnemia aurea
Plectrocnemia aurea är en nattsländeart som beskrevs av Georg Ulmer 1905. Plectrocnemia aurea ingår i släktet Plectrocnemia och familjen fångstnätnattsländor. Inga underarter finns listade i Catalogue of Life.